# Nathalie Lemel
Nathalie Lemel (ur. 26 sierpnia 1827 w Breście, zm. w 1921 w Ivry-sur-Seine) – francuska działaczka socjalistyczna i anarchistyczna, uczestniczka Komuny Paryskiej, deportowana z tego powodu do Nowej Kaledonii.

## Młodość
Z powodu trudnej sytuacji rodziny Lemel (urodzona jako Nathalie Duval) jako dwunastoletnia dziewczynka musiała podjąć pracę w zakładzie introligatorskim. W 1845 wyszła za mąż za pracującego w tej samej branży Jerome'a Lemela, z którym wyjechała do Quimper, gdzie założyli własny zakład introligatorski. Mieli trójkę dzieci. w 1861 bankructwo zakładu wymusiło na całej rodzinie przeniesienie się do Paryża w poszukiwaniu pracy.

## Działaczka lewicowa
Nie jest jasne, kiedy dokładnie Lemel zaangażowała się w pracę dla organizacji socjalistycznych. Na pewno w 1865 była już oficjalnie zrzeszona we francuskiej sekcji I Międzynarodówki, a w 1865 należała do komitetu strajkowego w wielkim proteście, współdziałając m.in. z Eugène Varlinem. Lemel była znana jako dobry mówca i konsekwentna zwolenniczka zrównania wynagrodzeń kobiet i mężczyzn. W 1868 porzuciła męża, już wówczas nałogowego alkoholika, i współpracowała z Varlinem przy tworzeniu kolektywnie zarządzanych przez robotników restauracji La Marmite i fabryki La Ménagère.

### Komuna Paryska
Od proklamacji Komuny Paryskiej Lemel była aktywną uczestniczką klubów politycznych, zarówno tych przeznaczonych wyłącznie dla kobiet, jak i zwykłych grup socjalistycznych. Razem z Elisabeth Dmitrieff tworzyła opartą na zasadach marksistowskiego feminizmu Unię Kobiet, w której należała do komitetu centralnego. Walczyła na barykadach, odznaczając się odwagą na placu Pigalle. Po klęsce Komuny Lemel została aresztowana i deportowana do Nowej Kaledonii razem z Louise Michel, pod wpływem której zaczęła skłaniać się ku anarchizmowi. Z wygnania powróciła dopiero po amnestii w 1880 i ponownie zaangażowała się w walkę o prawa kobiet. Zmarła w 1921 w przytułku w zupełnej nędzy.
Ulice, którym nadano imię Nathalie Lemel, znajdują się w Paryżu, Quimper i Breście.